# Фрејзер Форстер
Фрејзер Џерард Форстер (енгл. Fraser Gerard Forster; Хексем, 17. март 1988) енглески је фудбалер. Игра на позицији голмана, а тренутно наступа за Тотенхем хотспур.

## Каријера
Форстер је каријеру започео у Њукасл јунајтеду где је накратко био на позајмицама у Стокпорт каунтију и Бристол роверсима. Након тога је имао успешну сезону на позајмици у Норич ситију. Популарним Канаринцима је помогао у освајању Прве лиге Енглеске и тако омогућио клубу пласирање у Чемпионшип. Форстер се, опет на позајмици, придружио Селтику у сезони 2010/11. С шкотским клубом био је победник Купа Шкотске. Касније са клубом осваја и Премијер лигу Шкотске. На крају сезоне и званично је постао нови играч Селтика и то у трансферу вредном 2,2 милиона фунти. Рекордер је шкотског првенства по броју одиграних минута без примљеног гола (1256). 
Августа 2014. Форстер се придружио енглеском Саутемптону за 10 милиона фунти. Имао је добру дебитантску сезону у Премијер лиги. Међутим, није је завршио због повреде колена које га је задесила у марту 2015. Та повреда га је удаљила с терена до краја године. По свом повратку на терен јануара 2016. повратио је своју пређашњу форму и поставио је нови клупски рекорд од 708 одиграних минута без примљеног гола. Форстер је био врло важна карика током текуће полусезоне током које је Саутемптон с тринаестог завршио на шестом месту у лиги што је омогућило клубу пласман у Лигу Европе следеће сезоне.
Форстер је више пута био уврштаван у саставе енглеске репрезентације током 2012. и 2013. пре него што је коначно дебитовао за први тим Енглеске у новембру 2013. Био је део енглеског тима на Светском првенству 2014. и Европском првенству 2016.

## Статистика

### Клупска
Ажурирано 18. септембра 2024.
| Клуб                        | Сезона    | Национално првенство  | Национално првенство | Национално првенство | Национални куп | Национални куп | Лигашки куп | Лигашки куп | Остало  | Остало | Укупно  | Укупно |
| Клуб                        | Сезона    | Ранг                  | Наступи              | Голови               | Наступи        | Голови         | Наступи     | Голови      | Наступи | Голови | Наступи | Голови |
| --------------------------- | --------- | --------------------- | -------------------- | -------------------- | -------------- | -------------- | ----------- | ----------- | ------- | ------ | ------- | ------ |
| Њукасл јунајтед             | 2006/07.  | Премијер лига         | 0                    | 0                    | 0              | 0              | 0           | 0           | 0       | 0      | 0       | 0      |
| Њукасл јунајтед             | 2007/08.  | Премијер лига         | 0                    | 0                    | 0              | 0              | 0           | 0           | —       | —      | 0       | 0      |
| Њукасл јунајтед             | 2008/09.  | Премијер лига         | 0                    | 0                    | 0              | 0              | 0           | 0           | —       | —      | 0       | 0      |
| Њукасл јунајтед             | 2009/10.  | Чемпионшип            | —                    | —                    | —              | —              | 0           | 0           | —       | —      | 0       | 0      |
| Њукасл јунајтед             | 2010/11.  | Премијер лига         | 0                    | 0                    | —              | —              | —           | —           | —       | —      | 0       | 0      |
| Њукасл јунајтед             | 2011/12.  | Премијер лига         | 0                    | 0                    | —              | —              | —           | —           | —       | —      | 0       | 0      |
| Њукасл јунајтед             | Укупно    | Укупно                | 0                    | 0                    | 0              | 0              | 0           | 0           | 0       | 0      | 0       | 0      |
| Стокпорт каунти (позајмица) | 2008/09.  | Прва лига Енглеске    | 6                    | 0                    | —              | —              | —           | —           | 1       | 0      | 7       | 0      |
| Бристол роверс (позајмица)  | 2009/10.  | Прва лига Енглеске    | 4                    | 0                    | —              | —              | —           | —           | —       | —      | 4       | 0      |
| Норич сити (позајмица)      | 2009/10.  | Прва лига Енглеске    | 38                   | 0                    | 1              | 0              | —           | —           | 3       | 0      | 42      | 0      |
| Селтик (позајмица)          | 2010/11.  | Премијер лига Шкотске | 36                   | 0                    | 4              | 0              | 4           | 0           | —       | —      | 44      | 0      |
| Селтик (позајмица)          | 2011/12.  | Премијер лига Шкотске | 33                   | 0                    | 3              | 0              | 4           | 0           | 7       | 0      | 47      | 0      |
| Селтик                      | 2012/13.  | Премијер лига Шкотске | 34                   | 0                    | 4              | 0              | 1           | 0           | 12      | 0      | 51      | 0      |
| Селтик                      | 2013/14.  | Премијершип Шкотске   | 37                   | 0                    | 2              | 0              | 0           | 0           | 12      | 0      | 51      | 0      |
| Селтик                      | 2014/15.  | Премијершип Шкотске   | —                    | —                    | —              | —              | —           | —           | 4       | 0      | 4       | 0      |
| Селтик                      | Укупно    | Укупно                | 140                  | 0                    | 13             | 0              | 9           | 0           | 35      | 0      | 197     | 0      |
| Саутемптон                  | 2014/15.  | Премијер лига         | 30                   | 0                    | 3              | 0              | 4           | 0           | —       | —      | 37      | 0      |
| Саутемптон                  | 2015/16.  | Премијер лига         | 18                   | 0                    | 0              | 0              | 0           | 0           | 0       | 0      | 18      | 0      |
| Саутемптон                  | 2016/17.  | Премијер лига         | 38                   | 0                    | 0              | 0              | 4           | 0           | 6       | 0      | 48      | 0      |
| Саутемптон                  | 2017/18.  | Премијер лига         | 20                   | 0                    | 0              | 0              | 1           | 0           | —       | —      | 21      | 0      |
| Саутемптон                  | 2018/19.  | Премијер лига         | 1                    | 0                    | 0              | 0              | 0           | 0           | —       | —      | 1       | 0      |
| Саутемптон                  | 2019/20.  | Премијер лига         | 0                    | 0                    | —              | —              | —           | —           | —       | —      | 0       | 0      |
| Саутемптон                  | 2020/21.  | Премијер лига         | 8                    | 0                    | 5              | 0              | 0           | 0           | —       | —      | 13      | 0      |
| Саутемптон                  | 2021/22.  | Премијер лига         | 19                   | 0                    | 2              | 0              | 3           | 0           | —       | —      | 24      | 0      |
| Саутемптон                  | Укупно    | Укупно                | 134                  | 0                    | 10             | 0              | 12          | 0           | 6       | 0      | 162     | 0      |
| Селтик (позајмица)          | 2019/20.  | Премијершип Шкотске   | 28                   | 0                    | 2              | 0              | 2           | 0           | 7       | 0      | 39      | 0      |
| Тотенхем хотспур            | 2022/23.  | Премијер лига         | 14                   | 0                    | 3              | 0              | 1           | 0           | 2       | 0      | 20      | 0      |
| Тотенхем хотспур            | 2023/24.  | Премијер лига         | 0                    | 0                    | 0              | 0              | 1           | 0           | —       | —      | 1       | 0      |
| Тотенхем хотспур            | 2024/25.  | Премијер лига         | 0                    | 0                    | 0              | 0              | 1           | 0           | 0       | 0      | 1       | 0      |
| Тотенхем хотспур            | Укупно    | Укупно                | 14                   | 0                    | 3              | 0              | 3           | 0           | 2       | 0      | 22      | 0      |
| Свеукупно                   | Свеукупно | Свеукупно             | 364                  | 0                    | 29             | 0              | 26          | 0           | 54      | 0      | 473     | 0      |

### Репрезентативна
Ажурирано 27. маја 2016.
| Репрезентација | Година | Наступи | Голови |
| -------------- | ------ | ------- | ------ |
| Енглеска       | 2013.  | 1       | 0      |
| Енглеска       | 2014.  | 2       | 0      |
| Енглеска       | 2016.  | 3       | 0      |
| Укупно         | Укупно | 6       | 0      |

## Успеси
Норич сити
- Прва лига Енглеске (1): 2009/10.[24]

Селтик
- Премијер лига Шкотске / Премијершип Шкотске (4): 2011/12, 2012/13, 2013/14, 2019/20.[25]
- Куп Шкотске (2): 2010/11, 2012/13.
- Лигашки куп Шкотске (1): 2019/20.[26]

Саутемптон
- Лигашки куп Енглеске: друго место 2016/17.

Тотенхем хотспур
- УЕФА Лига Европе (1): 2024/25.

Појединачни
- Играч сезоне Норич ситија у избору саиграча: 2009/10.
- Друго место за најбољег играча сезоне у избору навијача Норича: 2009/10.
- Играч сезоне Селтика у избору саиграча: 2012/13,[27] 2013/14. (поделио награду)
- Златна рукавица Енглеске фудбалске лиге — Прва лига Енглеске: 2009/10.
- Највише утакмица без примљеног гола у Премијер лиги Шкотске / Премијершипу Шкотске: 2010/11,[28] 2011/12,[29] 2012/13,[30] 2013/14.[31]
- Одбрана сезоне у Премијер лиги Шкотске: 2012/13.
- Највише узастопних утакмица без примљеног гола у првенству за Селтик — 13 утакмица
- Играч месеца у Премијер лиги: фебруар 2016.[32]